# Prattville (Alabama)
 Prattville és una població dels Estats Units a l'estat d'Alabama. Segons el cens del 2006 tenia 31.119 habitants.

## Demografia
Segons el cens del 2000, Prattville tenia 24.303 habitants, 8.939 habitatges, i 6.918 famílies La densitat de població era de 405 habitants/km².
Per edats la població es repartia de la següent manera: un 28,5% tenia menys de 18 anys, un 7,7% entre 18 i 24, un 31% entre 25 i 44, un 22,3% de 45 a 60 i un 10,6% 65 anys o més.
La mitjana d'edat era de 36 anys. Per cada 100 dones hi havia 91,3 homes. Per cada 100 dones de 18 o més anys hi havia 87,5 homes.
La renda mitjana per habitatge era de 45.728 $ i la renda mitjana per família de 51.774 $. Els homes tenien una renda mitjana de 36.677 $ mentre que les dones 22.978 $. La renda per capita de la població era de 19.832 $. Aproximadament el 6,4% de les famílies estaven per davall del llindar de pobresa.

## Poblacions més properes
El següent diagrama mostra les poblacions més properes.